# Fornes (Granada)
Fornes è un comune spagnolo di 531 abitanti situato nella provincia di Granada. Si costituì in comune autonomo il 2 ottobre 2018 distaccandosi da Arenas del Rey.